# Andrea Nuyt
Andrea Nuyt (Gouda, 10 de julio de 1974) es una deportista neerlandesa que compitió en patinaje de velocidad sobre hielo. Está casada con el patinador Carl Verheijen.
Ganó una medalla de plata en el Campeonato Mundial de Patinaje de Velocidad sobre Hielo en Distancia Corta de 2002. Participó en dos Juegos Olímpicos de Invierno, en los años 1988 y 2002, ocupando el cuarto lugar en Salt Lake City 2002, en la prueba de 500 m.

## Palmarés internacional
| Campeonato Mundial en Distancia Corta | Campeonato Mundial en Distancia Corta | Campeonato Mundial en Distancia Corta | Campeonato Mundial en Distancia Corta |
| Año                                   | Lugar                                 | Medalla                               | Prueba                                |
| ------------------------------------- | ------------------------------------- | ------------------------------------- | ------------------------------------- |
| 2002                                  | Hamar (Noruega)                       | Medalla de plata                      | Clasificación general                 |